# Braciszek (film 2007)
Braciszek – polski dramat filmowy z 2007 roku w reżyserii Andrzeja Barańskiego, zrealizowany na podstawie książki Patron Maluczkich pod redakcją o. Bogdana Brzuszka.
Zdjęcia do filmu powstały w Kazimierzu Dolnym, Wąwolnicy i Wilkowie. Premiera odbyła się 2 kwietnia 2007 roku.

## Fabuła
Film o życiu brata Alojzego Kosiby z Zakonu Braci Mniejszych (Ordo Fratrum Minorum). Produkcja ta ukazuje jego życie codziennie, począwszy od kwestowania, pomocy biednym, a skończywszy na modlitwie.

## Obsada
- Artur Barciś − jako Piotr Kosiba, brat Alojzy Kosiba
- Krzysztof Pyziak − jako Brat Zefiryn
- Michał Rolnicki − jako Nowicjusz
- Krzysztof Słomiński − jako lekarz
- Jerzy Słonka − jako Brat Placyd
- Jerzy Szaniawski − jako Zakonnik
- Piotr Szrajber − jako Zakonnik
- Marcin Wędałowski − jako Kuchcik
- Mirosław Wieprzewski − jako Brat Florenty
- Michał Włodarczyk − jako syn piekarza
- Beata Sadkowska − jako matka
- Grzegorz Gołaszewski − jako Brat Jacek
- Mirosław Bała − jako Gospodarz
- Henryk Błażejczyk − jako ojciec Melchior / Ojciec Wychowawca
- Bartłomiej Bobrowski − jako Zakonnik
- Olga Sarzyńska − jako sprzedawczyni
- Jan Jeruzal − jako proboszcz
- Wojciech Socha − jako gospodarz
- Magdalena Gnatowska − jako kłócąca się
- Zbigniew Borek − jako proboszcz
- Antoni Barłowski − jako mężczyzna
- Michał Breitenwald (głos)